# 2014年和田市砍杀事件
2014年和田市砍杀事件是指2014年6月15日发生在中国新疆维吾尔自治区和田市一起暴恐事件。

## 事件经过
6月15日17点45分许，3名持刀歹徒冲入和田市迎宾路一家棋牌室，对正在下棋的群众进行砍杀。武装巡逻力量1分20秒迅速赶到现场，与群众合力与暴徒展开殊死搏斗。附近商户听到警报后，立即拿起大头棒、灭火器对暴徒进行围追堵截。最终将3名歹徒制服。2名歹徒重伤不治死亡，1名受伤被抓获。4名群众在与歹徒搏斗中受伤。
6月18日，新疆维吾尔自治区政府对事件中参与搏斗的群众奖励30万元。

## 案件侦破与后续调查
6月21日，中央电视台公布了案件发生时的监控录像，并采访了三名罪犯中被逮捕的木尔扎提。新疆警方认为案件的罪犯团伙受到了极端思想讲经，非法讲经和外国宗教极端思想的视频材料的煽动。